# Bacha bazi

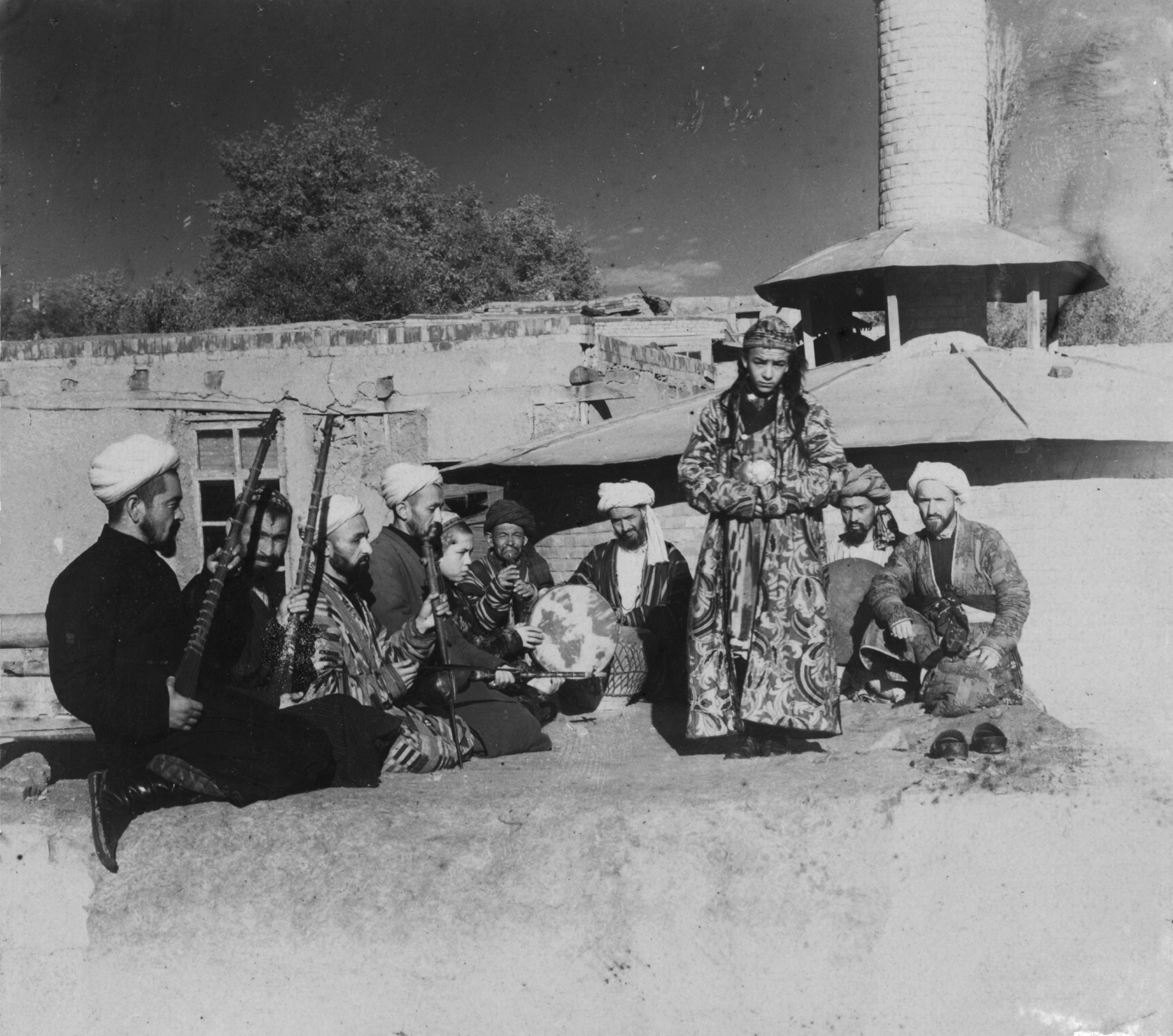
Muzikanten in Samarkand begeleiden een bacha. Foto Sergej Prokoedin-Gorski (ca. 1905-1915)

Bacha bazi (Dari: بچه بازی [baccha bāzī] letterlijk: spelen met jongens) is een bijzondere vorm van seksuele slavernij of lijfeigenschap en kinderprostitutie in Centraal-Azië, van prepuberale jongens en adolescenten, een traditie die al lange tijd bekend is. Het was ook een van de oude gebruiken die de communistische factie van de DVPA-machthebbers in Afghanistan wilden afschaffen bij hun pogingen sinds de Saurrevolutie in 1979 het volk een modernisering op te leggen die met name in de provincies op veel verzet stuitte.
Veel van deze jongens worden bewonderd om hun jeugdige schoonheid en daarom – in de huidige situatie – gekocht van hun ouders door strijdheren, voormalige commandanten van de moedjahedien in de Afghaanse oorlog tegen de Sovjet-Unie en de daaropvolgende onderlinge strijd, die nog steeds veel macht hebben. Mede daardoor staan de Afghaanse autoriteiten machteloos tegenover dit gebruik. Hoewel dit verschijnsel door de Afghaanse regeringen van Hamid Karzai en Ashraf Ghani is verboden, bestaat het nog altijd.
Omdat homoseksualiteit ook volgens de islam impliciet als verboden geldt, wordt dan ook wel gesteld dat het een ambivalente houding betreft, die kan worden verklaard met pre-islamitische elementen in de cultuur.

## Traditie
Bacha bazi is een oude traditie uit Centraal-Azië die tegenwoordig alleen in bepaalde districten van Afghanistan en Noordwest-Pakistan bestaat. De Britse journalist Edward Behr, die correspondent was te Pesjawar toen Pakistan zich bij de onafhankelijkheid afscheidde van India, beschreef de plaatselijke Pashtun-bevolking daarom als een 'biseksueel' volk, ofschoon het door hem beschreven gebruik slechts een ongelijkwaardige omgang van mannen met knapen betreft en geen vrouwelijke equivalent kent. Bacha bazi werd na de val van het DVPA-regime ook verboden door het talibanregime dat in een groot deel van het land een einde maakte aan de onderlinge strijd van de warlords. Na de verdrijving van de taliban uit grote delen van het land bij Operation Enduring Freedom sinds 2001 is deze omstreden traditie weer opgeleefd. Strikt genomen danst en zingt een baccha (letterlijk: jongen in het Dari-dialect) verkleed als jonge vrouw om zo zijn eigenaar te vermaken. In de westerse literatuur wordt daarom ook weleens gesproken over dansjongens. In de praktijk blijkt echter dat de jongens ook vaak seksueel worden misbruikt.

## Rekrutering en ontslag

### Opkopen en opleiden
Wanneer een strijdheer een dansjongen wil hebben, schakelt hij een souteneur in die actief op zoek gaat naar een jongen. Vooral jongens met vrouwelijke trekken in het gelaat zijn hierbij geliefd. In bijna alle gevallen betreft het een zoon van een arm gezin en van lage sociale komaf. De ouders krijgen de belofte dat er voor de jongen onderdak en onderhoud zal krijgen. Wanneer de ouders akkoord gaan wordt de koop gesloten en behoort de jongen toe aan de strijdheer. De baccha, die de jongen vanaf dat moment is, wordt een jaar lang opgeleid in vaardigheden als dansen en zingen door oudere baccha's.

### Ontslag
Wanneer jongens meerderjarig worden en baardgroei krijgen, worden ze niet meer als aantrekkelijk beschouwd en worden ze ontslagen uit hun functie. In veel gevallen zal de strijdheer aan wie zij toebehoorden zorg dragen voor een baan zodat de jongen een bestaan kan gaan opbouwen. De jongen is vanaf dat moment vrij om te gaan en te staan waar hij wil. Vaak zal de jongen zijn familie financieel ondersteunen.

## Pederastie
Het verschijnsel van Bacha bazi is in zijn puurste vorm een verschijnsel van pederastie. Vroeger heerste de overtuiging dat baccha bīrīsh volwassen mannen konden verleiden. Toentertijd beschouwde men pederastie niet als een negatief verschijnsel.

## Westerse waarnemingen
Verschillende westerlingen die door Centraal-Azië reisden hebben verslag gedaan van het Bacha-bazifenomeen en gemerkt dat de dansjongens veel respect en affectie genoten van de toeschouwers. Zo merkte de Amerikaanse diplomaat Eugene Schuyler op bij een reis in Turkestan tussen 1872 en 1873:

Deze baccha's hebben evenveel aanzien als onze beste zangers en acteurs. Elke beweging die ze maken wordt met belangstelling gevolgd en met applaus gewaardeerd, en nooit heb ik zulke ademloze bewondering gezien als die zij oproepen, want het hele publiek lijkt hen met de ogen te verslinden, en klapt op de maat bij elke stap. Wanneer een baccha zich verwaardigt een man een kom thee aan te bieden, dan staat de man op om hem met een diepe buiging aan te nemen en de lege kom op dezelfde manier terug te geven. Hij spreekt hem daarbij alleen aan met Taxir (majesteit) of Kulluk (ik ben uw slaaf). En wanneer een baccha in de bazaar loopt, staan allen die hem kennen op en begroeten hem met de hand op hun hart en de uitroep Kulluk! En als hij zich verwaardigt in een winkel te verpozen, dan wordt dit als een grote eer beschouwd.

## Media
De Afghaanse journalist Najibullah Quraishi maakte in 2010 een documentaire getiteld The Dancing Boys of Afghanistan ('de dansende jongens van Afghanistan') voor Frontline. De documentaire is de zevende van het 28e seizoen en gaat over het verschijnsel bacha bazi. Quraishi maakte de documentaire nadat zijn verbod om Afghanistan te betreden, was opgeheven.
In de bekende roman De vliegeraar, en ook in de verfilming ervan, wordt het verschijnsel van bacha bazi uitgebeeld. In de plot wordt de halfneef van de hoofdpersoon gedwongen een dansjongen en seksslaaf te worden van een hooggeplaatste functionaris van het talibanregime, die ook jaren eerder de vader van de jongen verkrachtte toen beiden nog tieners waren.
Uit de vele duizenden documenten die werden gelekt door WikiLeaks bleek in december 2010 dat het Amerikaanse bedrijf DynCorp geld had gespendeerd aan souteneurs die jonge jongens hadden gekocht voor Afghaanse politiemannen. Deze jongens werden gebruikt voor bacha bazi.
In 2019 publiceerde The New York Times een artikel waarin bericht werd dat Amerikaanse militairen tijdens Operation Enduring Freedom opgedragen zou zijn misbruik van jongens te negeren.